# Metellina
Genre
Synonymes
- Menosira Chikuni, 1955

Metellina est un genre d'araignées aranéomorphes de la famille des Tetragnathidae.

## Distribution
Les espèces de ce genre se rencontrent en Europe, en Asie, en Afrique et en Amérique du Nord.

## Liste des espèces
Selon World Spider Catalog (version 24.5, 16/01/2024) :
- Metellina barreti (Kulczyński, 1899)
- Metellina curtisi (McCook, 1894)
- Metellina gertschi (Lessert, 1938)
- Metellina haddadi Marusik & Larsen, 2018
- Metellina kirgisica (Bakhvalov, 1974)
- Metellina longipalpis (Pavesi, 1883)
- Metellina mengei (Blackwall, 1869)
- Metellina merianae (Scopoli, 1763)
- Metellina merianopsis (Tullgren, 1910)
- Metellina mimetoides Chamberlin & Ivie, 1941
- Metellina minima (Denis, 1953)
- Metellina orientalis (Spassky, 1932)
- Metellina ornata (Chikuni, 1955)
- Metellina segmentata (Clerck, 1757)
- Metellina tangchao Lin & Yang, 2023
- Metellina villiersi (Denis, 1955)

## Systématique et taxinomie
Ce genre a été décrit par Chamberlin et Ivie en 1941 dans les Argiopidae.
Menosira a été placé en synonymie par Kallal et Hormiga en 2018.

## Publication originale
- Chamberlin & Ivie, 1941 : « Spiders collected by L. W. Saylor and others, mostly in California. » Bulletin of the University of Utah, vol. 31, no 8, p. 1-49.